# Mato (Cabo Verde)
Mato es una localidad caboverdiana del municipio de Brava.

## Geografía
La localidad está situada en la isla de Brava.

## Organización territorial
La localidad abarca los lugares y barrios de:
- Boston
- Costa Peru
- Cova Galinha
- Cutelo Mane Cota
- Cutelo Moinho
- Lima Doce
- Lomba Comprida
- Mato de Cima/Mato Riba
- Mato de Frente
- Mato/Tcheda de Mato
- Pé de Lombo
- Rua Lourença
- Tapume

La mayoría de estos lugares forman parte de la freguesía de Nossa Senhora do Monte excepto Cova Galinha que forma parte de la freguesia de São João Baptista.